# 基瑪良士
伊西多罗·弗朗西斯科·基玛良士（葡萄牙語：Isidoro Francisco Guimarães，1808年4月29日—1883年1月17日），葡萄牙政治家及殖民地官员，生于里斯本。基玛良士曾在1851至1863年任葡属澳门总督，為史上任職最長的澳督。在任期间，澳门经济最重要的支柱产业博彩业得以合法化。